# Odprto prvenstvo Avstralije 1992
Odprto prvenstvo Avstralije 1992 je teniški turnir, ki je potekal med 13. in 26. januarjem 1992 v Melbournu.

## Moški posamično
Jim Courier :  Stefan Edberg 6–3, 3–6, 6–4, 6–2

## Ženske posamično
Monica Seleš :  Mary Joe Fernandez 6–2, 6–3

## Moške dvojice
Todd Woodbridge /  Mark Woodforde :  Kelly Jones /  Rick Leach 6–4, 6–3, 6–4

## Ženske dvojice
Arantxa Sánchez Vicario /  Helena Suková :  Mary Joe Fernandez /  Zina Garrison 6–4, 7–6 (7–2)

## Mešane dvojice
Nicole Provis /  Mark Woodforde :  Arantxa Sánchez Vicario /  Todd Woodbridge 6–3, 4–6, 11–9